# Zlatý pohár CONCACAF 2023
Zlatý pohár CONCACAF 2023 byl 17. turnajem Zlatého poháru CONCACAF a 27. kontinentálním mistrovstvím zemí sdružených fotbalovou asociací CONCACAF a byl pořádán od 24. června do 16. července 2023 v USA a Kanadě. 
Titul obhajoval výběr USA, který v předchozím ročníku porazil ve finále národní tým Mexika 1:0 po prodloužení.
Vítězem ročníku 2023 se stala reprezentace Mexika, která ve finále porazila Panamu 1:0.

## Kvalifikace

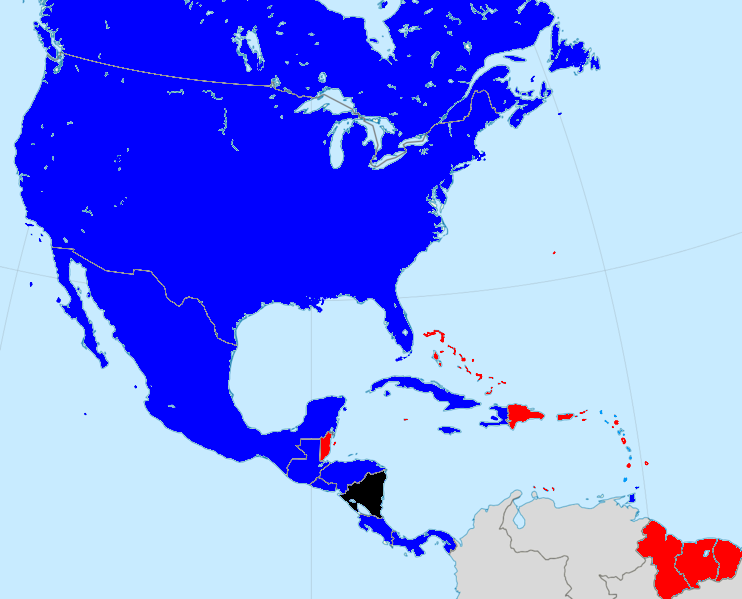
Tým kvalifikovaný na Zlatý pohár CONCACAF
Tým nekvalifikovaný
Tým diskvalifikován

V září 2020 oznámila federace CONCACAF, že se Zlatého poháru 2021 a 2023 zúčastní také tým Kataru jako vítěz Asijského poháru AFC 2019 a pořadatel Mistrovství světa ve fotbale 2022.
Účast na hlavním turnaji si vybojovaly tyto týmy:
| Tým                   | Kvalifikace                  | Datum kvalifikace | Účast na finálovém turnaji Zlatého poháru CONCACAF (+ CONCACAF Mistrovství) | Poslední účast na turnaji | Dřívější úspěchy na Zlatém poháru (+ CONCACAF Mistrovství) | Postavení ve FIFA Ranking na začátku turnaje |
| --------------------- | ---------------------------- | ----------------- | --------------------------------------------------------------------------- | ------------------------- | ---------------------------------------------------------- | -------------------------------------------- |
| Katar                 | pozvaný účastník             | 2. září 2020      | 2.                                                                          | 2021                      |                                                            | 61                                           |
| Panama                | CNL Liga A 1. místo ve sk. B | 12. června 2022   | 11. (12.)                                                                   | 2021                      |                                                            | 58                                           |
| Jamajka               | CNL Liga A 2. místo ve sk. A | 14. června 2022   | 13.                                                                         | 2021                      |                                                            | 63                                           |
| Salvador              | CNL Liga A 2. místo ve sk. D | 14. června 2022   | 13.                                                                         | 2021                      |                                                            | 75                                           |
| Mexiko                | CNL Liga A 1. místo ve sk. A | 23. března 2023   | 17.                                                                         | 2021                      |                                                            | 15                                           |
| USA                   | CNL Liga A 1. místo ve sk. D | 24. března 2023   | 17.                                                                         | 2021                      |                                                            | 13                                           |
| Haiti                 | CNL Liga B 1. místo ve sk. B | 25. března 2023   | 9.                                                                          | 2021                      |                                                            | 87                                           |
| Kostarika             | CNL Liga A 2. místo ve sk. B | 25. března 2023   | 16.                                                                         | 2021                      |                                                            | 39                                           |
| Kanada                | CNL Liga A 1. místo ve sk. C | 25. března 2023   | 16.                                                                         | 2021                      |                                                            | 47                                           |
| Honduras              | CNL Liga 1 2. místo ve sk. C | 25. března 2023   | 16.                                                                         | 2021                      |                                                            | 80                                           |
| Kuba                  | CNL Liga B 1. místo ve sk. A | 26. března 2023   | 10.                                                                         | 2019                      |                                                            | 165                                          |
| Guatemala             | CNL Liga B 1. místo ve sk. D | 27. března 2023   | 12.                                                                         | 2021                      |                                                            | 116                                          |
| Trinidad a Tobago     | CNL Liga B 2. místo ve sk. C | 12. června 2023   | 12.                                                                         | 2021                      |                                                            | 104                                          |
| Guadeloupe            | postupující z GCQ            | 20. června 2023   | 5.                                                                          | 2021                      |                                                            | n/a                                          |
| Martinik              | postupující z GCQ            | 20. června 2023   | 8.                                                                          | 2021                      |                                                            | n/a                                          |
| Svatý Kryštof a Nevis | postupující z GCQ            | 20. června 2023   | 1.                                                                          | n/a                       | –                                                          | 139                                          |

Vysvětlivky
1. ↑  CNL označuje kvalifikaci přes Ligu národů CONCACAF, GCQ označuje kvalifikační turnaj.
2. ↑  Tučně je označen pořadatel turnaje.

## Soupisky
Podrobnější informace naleznete v článku Zlatý pohár CONCACAF 2023 (soupisky).

## Základní skupiny
Všechny časy začátků zápasů jsou uvedeny ve středoevropském letním čase (UTC+2).

### Skupina A
| Tým                   | Z | V | R | P | VG | IG | +/− | B |
| --------------------- | - | - | - | - | -- | -- | --- | - |
| USA                   | 3 | 2 | 1 | 0 | 13 | 1  | +12 | 7 |
| Jamajka               | 3 | 2 | 1 | 0 | 10 | 2  | +8  | 7 |
| Trinidad a Tobago     | 3 | 1 | 0 | 2 | 4  | 10 | −6  | 3 |
| Svatý Kryštof a Nevis | 3 | 0 | 0 | 3 | 0  | 14 | −14 | 0 |

### Skupina B
| Tým      | Z | V | R | P | VG | IG | +/− | B |
| -------- | - | - | - | - | -- | -- | --- | - |
| Mexiko   | 3 | 2 | 0 | 1 | 7  | 2  | +5  | 6 |
| Katar    | 3 | 1 | 1 | 1 | 3  | 3  | 0   | 4 |
| Honduras | 3 | 1 | 1 | 1 | 3  | 6  | −3  | 4 |
| Haiti    | 3 | 1 | 0 | 2 | 4  | 6  | −2  | 3 |

### Skupina C
| Tým       | Z | V | R | P | VG | IG | +/− | B |
| --------- | - | - | - | - | -- | -- | --- | - |
| Panama    | 3 | 2 | 1 | 0 | 6  | 4  | +2  | 7 |
| Kostarika | 3 | 1 | 1 | 1 | 7  | 6  | +1  | 4 |
| Martinik  | 3 | 1 | 0 | 2 | 7  | 9  | −2  | 3 |
| Salvador  | 3 | 0 | 2 | 1 | 3  | 4  | −1  | 2 |

### Skupina D
| Tým        | Z | V | R | P | VG | IG | +/− | B |
| ---------- | - | - | - | - | -- | -- | --- | - |
| Guatemala  | 3 | 2 | 1 | 0 | 4  | 2  | +2  | 7 |
| Kanada     | 3 | 1 | 2 | 0 | 6  | 4  | +2  | 5 |
| Guadeloupe | 3 | 1 | 1 | 1 | 8  | 6  | +2  | 4 |
| Kuba       | 3 | 0 | 0 | 3 | 3  | 9  | −6  | 0 |

## Play-off

### Semifinále
| 12. července 2023 (13. července 2023) 19:30 (01:30 UTC+2) |         |                 |                                                                                |
| USA                                                       | 1:1 pp. | Panama          | Snapdragon Stadium, San Diego diváci: 31690 rozhodčí: Walter López Castellanos |
| Ferreira 105'                                             | Report  | I. Anderson 99' | Snapdragon Stadium, San Diego diváci: 31690 rozhodčí: Walter López Castellanos |

|                                                  |     | Penaltový rozstřel                                   |  |
| Ferreira Mihailovic Morris Gressel Miazga Roldan | 4:5 | Escobar Díaz Martínez Bárcenas Waterman Carrasquilla |  |

| 12. července 2023 (13. července 2023) 22:00 (04:00 UTC+2) |        |                                     |                                                                   |
| Jamajka                                                   | 0:3    | Mexiko                              | Allegiant Stadium, Paradise diváci: 29886 rozhodčí: Mario Escobar |
|                                                           | Report | Martín 2' Chávez 30' Alvarado 90+3' | Allegiant Stadium, Paradise diváci: 29886 rozhodčí: Mario Escobar |

### Finále
| 16. července 2023 (17. července 2023) 19:30 (01:30 UTC+2) |        |        |                                                                           |
| Mexiko                                                    | 1:0    | Panama | SoFi Stadium, Inglewood, Kalifornie diváci: 72963 rozhodčí: Said Martínez |
| Giménez 88'                                               | Report |        | SoFi Stadium, Inglewood, Kalifornie diváci: 72963 rozhodčí: Said Martínez |